# 布莱姆·斯托克
亚伯拉罕·“布莱姆”·斯托克（英語：Abraham "Bram" Stoker，1847年11月8日—1912年4月20日），以他1897年的小说《德古拉》闻名于今。他曾擔任亨利·歐文爵士的私人助理和隶属于欧文爵士的兰心剧院的主管。
他原本在现在爱尔兰的首都柏林担任公务员，因为本身其对戏剧表演的爱好，就转职作剧团经理，然后做起经理兼小说家。:5

## 生平
斯托克1847年出身于愛爾蘭都柏林郊区克隆塔夫，他曾在都柏林圣三一学院研读历史、文学、数学、物理。父母是愛爾蘭教會信徒。其父亞伯拉罕·斯托克（1799－1876）是一名高級公務員，其母名叫夏洛特·瑪蒂爾達·索恩利（1818－1901）。他是家裡七個孩子中的老三，他的長兄即索恩利·斯托克男爵。7歲前他體弱多病，但7歲讀書後好轉。1864年，他就讀於都柏林三一學院，1870年獲文學學士學位。他後來說自己是數學系畢業的，但這並非事實。
大学毕业后，进入演剧界。1878年，他與詹姆斯·巴爾貢博（James Balcombe）中校的女兒佛羅倫薩·巴爾貢博結婚。佛羅倫薩是當時社交界的名人，奧斯卡·王爾德曾向她求婚。
同年，他成为了戏剧演员亨利·歐文的秘书，后来编著了《歐文个人回忆片断》；1897年出版了以吸血鬼为题材的小说《德古拉》并因此成名，至此这本小说和另一位爱尔兰作家約瑟夫·雪利登·勒芬紐的《卡蜜拉》（Carmilla）一起成为吸血鬼文學的经典小说。

## 紀念
2012年，Google為紀念亚伯拉罕·“布莱姆”·斯托克165歲誕辰，特別將Google標誌改成《德古拉》。

## 外部連結
- Bram Stoker's brief biography and works
- 20 Common Misconceptions and Other Miscellaneous Information （页面存档备份，存于）
- The Stoker Dracula Organisation